# The Umbersun
The Umbersun — студийный альбом, третья и заключительная часть трилогии Officium Tenebrarum, проекта Elend. Диск вышел в 1998 году.

## Об альбоме
The Umbersun стал заключительной частью трилогии Officium Tenebrarum. Альбом содержит девять композиций и длится 66 минут. Первая часть пластинки является более хаотичной и мелодичной по сравнению с предыдущими альбомами серии, вторая же половина более спокойна. Основным отличием пластинки стало добавление масштабного хора, что сделало The Umbersun самой мрачной частью трилогии.
На музыкальных сайтах Chronicles of Chaos, Metal.de и Rock Hard альбом удостоился высокой оценки — 9 из 10.
Альбом вышел в 1998 году на лейбле Misantropy Records. Через десять лет было выпущено юбилейное ремастеринговое издание, содержащее оригинальную обложку, а также бонус-трек, не выходивший ранее.

## Список композиций
1. Du Trefonds Des Tenebres — 10:44
2. Melpomene — 10:26
3. Moon of Amber — 6:12
4. Apocalypse — 9:13
5. Umbra — 8:42
6. The Umbersun — 5:46
7. In the Embrasure of Heaven — 5:53
8. The Wake of the Angel — 4:46
9. Au Trefonds Des Tenebres — 5:03

## Участники записи
Elend
- Натали Барбари — сопрано
- Рено Чирнер — вокал, электро-скрипка, фортепиано, синтезаторы, оркестровые клавишные
- Александр Искандар — крики, вокал, виола, синтезаторы, оркестровые клавишные

Хор
- Сопрано: Триша Бентли, Хилари Бреннан, Рэйчел Клегг, Бриджит Кордерой, Кэролин Кокс, Салли Донегани, Элисон Иден, Карен Филселл, Клэр Хиллз, Рэйчел Кинг, Фелис Куин, Венди Норман, Кэти Уиллис, Оливия Маффетт.
- Альт: Дебби Брайт, Кэтрин Кук, Дениз Фабб, Виктория Кендалл, Кэти Мейкледжон, Иветт Миллер, Фиона Робинсон, Хэтти Уэбб, Лорна Янгс.
- Бас: Тим Булл, Тим Колборн, Питер да Коста, Марк Фентон, Майкл Кинг.
- Шёпот: Элисон Иден[5]